# Сельское поселение «Село Волосово-Дудино»
Сельское поселение «Село Волосово-Дудино» — муниципальное образование в Ульяновском районе
Калужской области.
Административный центр — село Волосово-Дудино, в прошлом центр Дудинской дворцовой волости.

## Население
| 2010 | 2012 | 2013 | 2014 | 2015 | 2016 | 2017 |
| ---- | ---- | ---- | ---- | ---- | ---- | ---- |
| 656  | ↘621 | ↘587 | ↘571 | ↘551 | ↘549 | ↘541 |
| 2018 | 2019 | 2020 | 2021 |      |      |      |
| ↘525 | ↘504 | →504 | ↗527 |      |      |      |

## Населённые пункты
В состав сельского поселения входит 21 населённый пункт:
- сёла: Волосово-Дудино, Ефимцево.
- деревни: Белый Камень, Бродок, Дретово, Жуков, Колосово, Кутьково, Марьино, Новая Деревня, Полошково, Поляна, Слободка, Дубна, Глинная, Гурово, Дудино, Жильково, Никитское, Серая, Восты.

## Известные уроженцы
- Алёшин, Пётр Николаевич (1925 — 1989) — советский военнослужащий, участник Великой Отечественной войны, полный кавалер ордена Славы, разведчик 201-й отдельной разведывательной роты 311-й стрелковой дивизии. Родился в селе Волосово-Дудино.[13]
- Ермаков, Фрол Андреевич (1915 — 1943) — советский военнослужащий, участник Великой Отечественной войны, командир роты 1281-го стрелкового полка 60-й стрелковой дивизии, лейтенант. Герой Советского Союза. Родился в деревне Жуково.[14]
- Мерзляков, Павел Степанович  (1895—1990) — советский военачальник, генерал-майор. Родился в ныне упраздненной деревне Ожигово.